# Посольство Эстонии в Беларуси
Посольство Эстонии в Республике Беларусь — дипломатическая миссия Эстонии в Республике Беларусь. Находится в Минске по адресу улица Платонова, 1б.

## История дипломатических отношений
Дипломатические отношения между Эстонией и Белоруссией были установлены 6 апреля 1992 года. В марте 1994 года в Таллине открылось Генеральное консульство Белоруссии, которое с 1 июля 2010 года стало посольством.
Генеральное консульство Эстонии в Минске действует с 21 июля 1995 года, а с января 2009 года является посольством Эстонии в Белоруссии.

## Послы
- Яак Ленсмент (2010—2014)[2]
- Майт Мартинсон (с 2014)